# Campionato nordico di calcio 1960-1963
Il Campionato nordico di calcio 1960-1963 (Nordisk Mesterskap 1960-1963) fu l'ottava edizione del Campionato nordico di calcio, competizione calcistica per nazione riservata ai paesi scandinavi. La competizione si svolse in forma itinerante dal 26 maggio 1960 al 6 ottobre 1963 e vide la partecipazione di quattro squadre: Danimarca, Finlandia, Norvegia e Svezia.

## Formula
- Qualificazioni

Nessuna fase di qualificazione. Le squadre sono qualificate direttamente alla fase finale.
- Fase finale

Girone unico - 4 squadre, giocano partite di andata e ritorno per due turni. La vincente si laurea campione dei Paesi Nordici.

## Squadre partecipanti
| Pr. | Squadra   | Data di qualificazione certa | Partecipante in quanto | Partecipazioni precedenti al torneo                                             | Ultima presenza |
| --- | --------- | ---------------------------- | ---------------------- | ------------------------------------------------------------------------------- | --------------- |
| 1   | Danimarca | -                            | Qualificata di diritto | 7 (1924-1928, 1929-1932, 1933-1936, 1937-1947, 1948-1951, 1952-1955, 1956-1959) | 1956-1959       |
| 2   | Finlandia | -                            | Qualificata di diritto | 6 (1929-1932, 1933-1936, 1937-1947, 1948-1951, 1952-1955, 1956-1959)            | 1956-1959       |
| 3   | Norvegia  | -                            | Qualificata di diritto | 7 (1924-1928, 1929-1932, 1933-1936, 1937-1947, 1948-1951, 1952-1955, 1956-1959) | 1956-1959       |
| 4   | Svezia    | -                            | Qualificata di diritto | 7 (1924-1928, 1929-1932, 1933-1936, 1937-1947, 1948-1951, 1952-1955, 1956-1959) | 1956-1959       |

Nella sezione "partecipazioni precedenti al torneo", le date in grassetto indicano che la nazione ha vinto quella edizione del torneo, mentre le date in corsivo indicano la nazione ospitante.

## Fase finale

### Girone unico

#### Classifica
| Pos | Squadra   | P.ti | G  | V | N | P | GF | GS | DR  |
| --- | --------- | ---- | -- | - | - | - | -- | -- | --- |
| 1   | Svezia    | 17   | 12 | 7 | 3 | 2 | 24 | 10 | +14 |
| 2   | Danimarca | 16   | 12 | 7 | 2 | 3 | 40 | 15 | +25 |
| 3   | Norvegia  | 9    | 12 | 4 | 1 | 7 | 15 | 31 | -16 |
| 4   | Finlandia | 6    | 12 | 2 | 2 | 8 | 14 | 37 | -23 |

#### Risultati
| Arbitro: | Reino Koskinen |

|                              |           |  |
| Pedersen 6’ Nielsen 16’, 68’ | Marcatori |  |

| Arbitro: | Kurt Tschenscher |

|  |           |                                  |
|  | Marcatori | 14’, 77’ Börjesson 86’ Simonsson |

| Arbitro: | Bengt Lundell |

|                  |           |                  |
| Nielsen 34’, 57’ | Marcatori | 3’ (aut.) Jensen |

| Arbitro: | Valdemar Hansen |

|                                                       |           |                                       |
| Pedersen 23’, 50’ Jensen 36’ Hennum 70’ Berg 71’, 80’ | Marcatori | 20’ (rig.) Pahlman 61’, 89’ Kankkonen |

| Arbitro: | Carl Frederik Jørgensen |

|                                           |           |                      |
| Hennum 19’ (rig.) Pedersen 34’ Borgen 89’ | Marcatori | 38’ (rig.) Börjesson |

| Arbitro: | Birger Nilsen |

|                        |           |  |
| Börjesson 30’ Bild 83’ | Marcatori |  |

| Arbitro: | Birger Nilsen |

|            |           |                   |
| Madsen 61’ | Marcatori | 7’, 58’ Börjesson |

| Arbitro: | Einar Boström |

|                                                   |           |              |
| Pahlman 19’ Mäkelä 32’ Holmqvist 43’ Nuoranen 58’ | Marcatori | 44’ Pedersen |

| Arbitro: | Jarl Hansen |

|                                     |           |  |
| Svahn 10’, 41’ Bild 83’ Backman 83’ | Marcatori |  |

| Arbitro: | Johan Alho |

|  |           |                                            |
|  | Marcatori | 11’, 32’ Danielsen 70’ Madsen 76’ Sørensen |

| Arbitro: | Alfred Haberfellner |

|                                                                             |           |               |
| Sørensen 7’, 52’, 85’ Danielsen 14’, 24’ Madsen 46’, 78’ Rasmussen 57’, 71’ | Marcatori | 81’ Österlund |

| Arbitro: | Milan Fencl |

|                     |           |  |
| Råberg 6’ Wendt 74’ | Marcatori |  |

| Arbitro: | Erik Johansson |

|                                                                            |           |              |
| Jørgensen 22’ (rig.) Madsen 31’, 44’, 87’ Bertelsen 69’ Enoksen 71’ (rig.) | Marcatori | 24’ Andersen |

| Arbitro: | Erling Rolf Olsen |

|  |           |                                 |
|  | Marcatori | 40’ Grahn 51’ Brodd 71’ Ohlsson |

| Arbitro: | Werner Treichel |

|                              |           |            |
| Nilsen 42’ Larsen 48’ (rig.) | Marcatori | 17’ Mäkelä |

| Arbitro: | Sergej Alimov |

|                    |           |                                                           |
| Rauli Virtanen 13’ | Marcatori | 4’ Clausen Enoksen 14’, 49’ Jørgensen 36’ Madsen 39’, 69’ |

| Arbitro: | Valdemar Hansen |

|                         |           |            |
| Jensen 43’ Johansen 80’ | Marcatori | 40’ Skiöld |

| Arbitro: | Antero Lartola |

|                                              |           |                          |
| Ohlsson 28’, 34’ Martinsson 48’ Eriksson 51’ | Marcatori | 21’ Bertelsen 31’ Madsen |

| Arbitro: | Birger Nilsen |

|             |           |             |
| Enoksen 86’ | Marcatori | 62’ Pahlman |

| Arbitro: | Bramming Sørensen |

|                                    |           |  |
| Pahlman 53’ (rig.) Lyytikäinen 68’ | Marcatori |  |

| Solna 14 agosto 1963 | Svezia            | 0 – 0 referto | Finlandia | Råsunda Fotbollstadion (7 788 spett.)\| Arbitro: \| Hannes Sigurðsson \| |
| Arbitro:             | Hannes Sigurðsson |               |           |                                                                          |

| Göteborg 14 agosto 1963 | Svezia            | 0 – 0 referto | Norvegia | Ullevi Stadion (32 030 spett.)\| Arbitro: \| Martti Hirviniemi \| |
| Arbitro:                | Martti Hirviniemi |               |          |                                                                   |

| Arbitro: | Einar Boström |

|  |           |                                                  |
|  | Marcatori | 39’ Thorst 74’, 81’ Bertelsen 85’ (rig.) Enoksen |

| Arbitro: | Arthur Holland |

|                       |           |                  |
| Madsen 14’ Thorst 43’ | Marcatori | 4’ Bild 7’ Öberg |

## Statistiche

### Classifica marcatori
| Gol |  |  | Giocatore            | Squadra   |
| --- |  |  | -------------------- | --------- |
| 11  |  |  | Ole Madsen           | Danimarca |
| 6   |  |  | Rune Börjesson       | Svezia    |
| 5   |  |  | Henning Enoksen      | Danimarca |
| 4   |  |  | Carl Bertelsen       | Danimarca |
| 4   |  |  | John Danielsen       | Danimarca |
| 4   |  |  | Kai Pahlman          | Finlandia |
| 4   |  |  | Rolf Birger Pedersen | Norvegia  |
| 3   |  |  | Harry Bild           | Svezia    |
| 3   |  |  | Owe Ohlsson          | Svezia    |
| 3   |  |  | Jørn Sørensen        | Danimarca |